# Greene County, Georgia
Greene County är ett administrativt område i delstaten Georgia, USA, med 15 994 invånare. Den administrativa huvudorten (county seat) är Greensboro.

## Geografi
Enligt United States Census Bureau har countyt en total area på 1 052 km². 1 005 km² av den arean är land och 47 km² är vatten.

### Angränsande countyn
- Oglethorpe County - nord
- Taliaferro County - öst
- Hancock County - sydost
- Putnam County - sydväst
- Morgan County - väst
- Oconee County - nordväst

### Orter
- Greensboro (huvudort)
- Union Point
- White Plains
- Woodville